# Mezoregion Sudoeste Rio-Grandense

Mezoregion Sudoeste Rio-Grandense

Mezoregion Sudoeste Rio-Grandense – mezoregion w brazylijskim stanie Rio Grande do Sul, skupia 19 gmin zgrupowanych w trzech mikroregionach. Liczy 63.104,1 km² powierzchni.

## Mikroregiony
- Campanha Central
- Campanha Meridional
- Campanha Ocidental